# 武汉商学院
武汉商学院创建于1985年，原名武汉商业服务学院，是湖北省人民政府主管、武汉市人民政府主办、独立设置的公办普通本科院校。学院占地面积1026亩，建筑面积32万平方米，位于武汉经济技术开发区薛峰堡，招生面向全国31个省、市、自治区。

## 历史沿革
- 1963年创建武汉市服务学校。
- 1971年武汉市商业学校和武汉市服务学校合并，以武汉市商业学校为校名；
- 1973年二商校迁至汉阳区墨水湖路校址；
- 1985年经武汉市政府批准，教育部备案，以二商校为基础组建武汉商业服务学院；
- 2001年学院整体搬迁至武汉经济技术开发区薛峰堡新校址；
- 2004年经武汉市人民政府报请湖北省人民政府批准，武汉市经济干部管理学院、武汉职工财经学院、武汉市职工大学并入武汉商业服务学院，组建新的武汉商业服务学院；
- 2013年4月18日，教育部批准在武汉商业服务学院基础上建立本科层次的武汉商学院。[2]

## 学院简介
武汉商学院位于武汉经济技术开发区薛峰堡，学院设有工商管理学院、商贸物流学院、旅游与酒店管理学院、体育与马术学院、烹饪与食品工程学院、机电工程与汽车服务学院、信息工程系、应用艺术系、应用外语系、思想政治理论课部、继续教育学院等11个教学院系部，另设有53个专科专业及专业方向，其中，制冷与空调技术、动漫设计与制作、摄影摄像技术等专业在同类院校和社会中具有一定影响，率先在全国开办了赛马专业。

## 师资力量
学校现有专任教师600余人，其中，研究生学历教师占47%，副高以上专业技术职务教师占39%。教师中有享受国务院和省市政府津贴专家6人、“武汉市有突出贡献中青年专家”2人、“武汉市学科带头人”15人、国家级行业大师名师25人、省级教学团队3个、楚天技能名师8名及一批省市优秀教师。

## 院系设置
- 工商管理学院
- 商贸物流学院
- 食品工程学院
- 旅游管理学院
- 机电工程学院
- 体育马术学院

- 应用艺术系
- 信息工程系
- 应用外语系

附属中专：
- 武汉市第二商业学校[3]

## 图集

武汉商学院致远广场
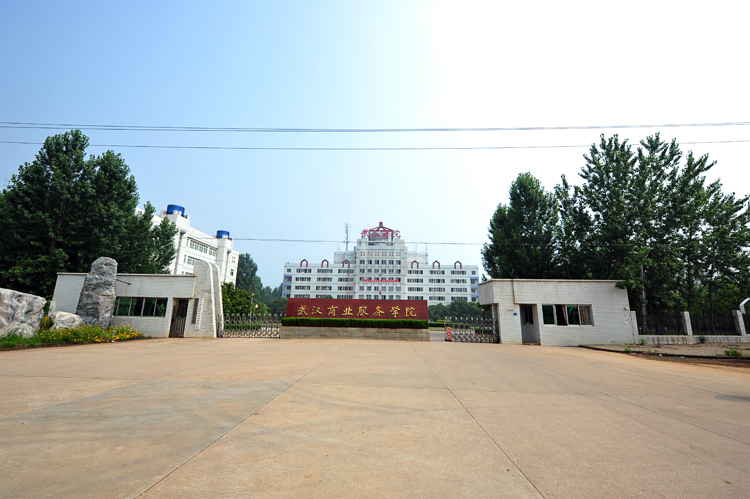
商学院南门
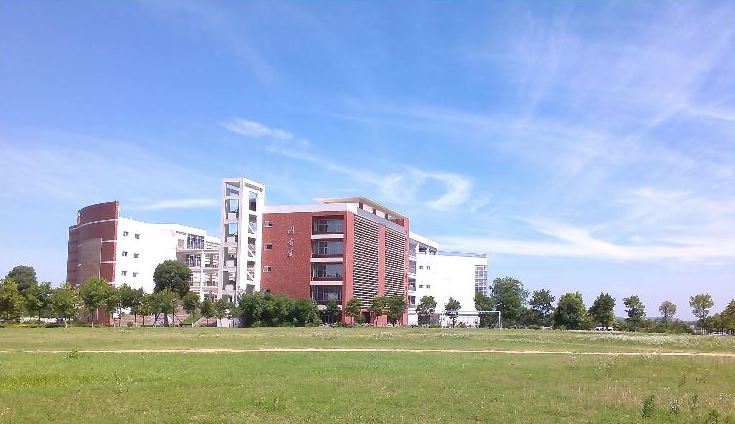
商学院图书馆
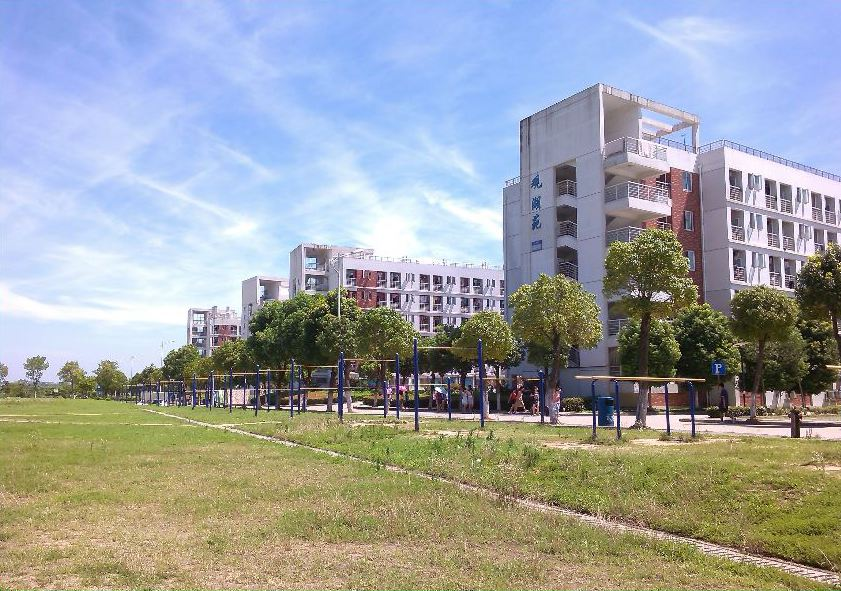
观湖苑